# Église de la Transfiguration de Rekavice
Pour les articles homonymes, voir Église de la Transfiguration.
L'église de la Transfiguration (en serbe cyrillique : Храм Преображења Господњег ; en serbe latin : Hram Preobraženja Gospodnjeg) est située en Bosnie-Herzégovine, sur le territoire du village de Rekavice et sur celui de la Ville de Banja Luka.